# Blue Beetle (film)
Blue Beetle je americký akční film z roku 2023 režiséra Angela Manuela Sota, natočený na motivy komiksů z vydavatelství DC Comics o stejnojmenné postavě. V titulní roli se představil Xolo Maridueña, v dalších rolích se objevili Bruna Marquezine, Belissa Escobedo, George Lopez, Adriana Barraza, Elpidia Carrillo, Damián Alcázar, Raoul Trujillo a Susan Sarandon. Jedná se o čtrnáctý snímek série DC Extended Universe.
Natáčení bylo zahájeno v květnu 2022 v metropolitní oblasti Atlanty, do amerických kin byl film uveden 18. srpna 2023.